# 1927年全仏選手権 (テニス)
1927年 全仏選手権（1927ねんぜんふつせんしゅけん、Internationaux de France de Roland-Garros 1927）に関する記事。フランス・パリにある「スタッド・ローラン・ギャロス」にて開催。

## 大会の流れ
- 男子シングルスは「75名」の選手による7回戦制で行われた。11人の選手を絞り落とすため、1回戦は11試合を実施し、他の53名は2回戦から出場した。
- 男子シングルスのシード選手は16名であったが、第11シード・第12シード・第13シードの3人は1回戦から出場した。他のシード選手が初戦敗退した場合は「2回戦＝初戦」と表記する。
- 女子シングルスは「40名」の選手による6回戦制で行われた。8人の選手を絞り落とすため、1回戦は8試合を実施し、他の24名は2回戦から出場した。シード選手では、第5・第6シードが1回戦から出場した。

## シード選手

### 男子シングルス
1. ルネ・ラコステ （優勝、2年ぶり2度目）
2. アンリ・コシェ （ベスト4）
3. ビル・チルデン （準優勝）
4. ジャン・ボロトラ （4回戦）
5. フランシス・ハンター （3回戦）
6. ルイス・レイモンド （ベスト8）
7. ベラ・フォン・ケーリング （4回戦）
8. ジャック・ブルニョン （ベスト8）
9. ニコラス・ミシュー （4回戦）
10. オットー・フロイツハイム （ベスト8）
11. スリー・クリシュナ・プラサーダ （4回戦）
12. キーツ・レスター （4回戦）
13. パトリック・スペンス （ベスト4）
14. シャルル・エシュリマン （4回戦）
15. ヘンドリク・ティマー （4回戦）
16. スタニスワフ・チェトヴェルティンスキ （4回戦）

### 女子シングルス
1. マルグリット・ブロクディス （ベスト8）
2. リリ・デ・アルバレス （ベスト8）
3. コルネリア・ボウマン （初優勝）
4. アイリーン・ピーコック （準優勝）
5. シリー・アウセム （ベスト8）
6. スザンヌ・ディーブ （3回戦）
7. フィービ・ワトソン （3回戦）
8. アイリーン・ベネット （ベスト4）

## 大会経過

### 男子シングルス
準々決勝
- ルネ・ラコステ vs.  ジャック・ブルニョン 6-4, 6-4, 5-7, 6-3
- パトリック・スペンス vs.  アントワーヌ・ジェンシアン 6-2, 3-6, 6-4, 6-3
- ビル・チルデン vs.  ルイス・レイモンド 5-7, 6-2, 8-6, 6-3
- アンリ・コシェ vs.  オットー・フロイツハイム 6-1, 6-1, 6-4

準決勝
- ルネ・ラコステ vs.  パトリック・スペンス 6-1, 6-3, 6-2
- ビル・チルデン vs.  アンリ・コシェ 9-7, 6-3, 6-2

### 女子シングルス
準々決勝
- アイリーン・ベネット vs.  マルグリット・ブロクディス 4-6, 6-2, 6-2
- アイリーン・ピーコック vs.  シリー・アウセム 4-6, 6-2, 6-4
- コルネリア・ボウマン vs.  ビリー・タプスコット 6-2, 6-0
- ボビー・ハイネ vs.  リリ・デ・アルバレス 3-6, 7-5, 7-5

準決勝
- アイリーン・ピーコック vs.  アイリーン・ベネット 5-7, 6-1, 9-7
- コルネリア・ボウマン vs.  ボビー・ハイネ 5-7, 6-4, 6-3

## 決勝戦の結果
- 男子シングルス： ルネ・ラコステ vs.  ビル・チルデン 6-4, 4-6, 5-7, 6-3, 11-9
- 女子シングルス： コルネリア・ボウマン vs.  アイリーン・ピーコック 6-2, 6-4
- 男子ダブルス： アンリ・コシェ& ジャック・ブルニョン vs.  ジャン・ボロトラ& ルネ・ラコステ 2-6, 6-2, 6-0, 1-6, 6-4
- 女子ダブルス： アイリーン・ピーコック& ボビー・ハイネ vs.  ペギー・ソーンダース& フィービ・ワトソン 6-2, 6-1
- 混合ダブルス： ジャン・ボロトラ& マルグリット・ブロクディス vs.  ビル・チルデン& リリ・デ・アルバレス 6-4, 2-6, 6-2